# Securacom
Securacom est une société de sécurité dont le siège social est à Sterling en Virginie.

## Histoire
Elle est issue de la séparation de Burns and Roe. En 1993, après le premier attentat contre le World Trade Center, Burns and Roe Securacom obtient de nombreux contrats de sécurité. Le conseil d'administration de Securacom comprend alors Wirt Walker (qui n'est pas de la famille de Bush), et Marvin Bush qui reste jusqu'en juin 2000 après avoir vendu ses actions.
R. Michael Lagow, rejoint Securacom en aout 1993 en tant que vice-président et fonde l'agence de Dallas.
La société d'investissements Kuwait-American Corporation détenait une part significative des actions de Securacom, et de la société liée Stratesec, de 1996 à 1999. 
Securacom est entrée en bourse le 11 septembre 1997. Après son entrée en bourse, elle a été condamnée par un tribunal à changer son nom en Stratesec[pourquoi ?].